# Paul Walker
Paul William Walker IV (ur. 12 września 1973 w Glendale, zm. 30 listopada 2013 w Santa Clarita) – amerykański aktor i producent filmowy, model.
Odtwórca roli Briana O’Connera w serii filmów Szybcy i wściekli.

## Życiorys

### Wczesne lata
Urodził się w Glendale w Kalifornii jako najstarsze z czworga dzieci Cheryl Ann Crabtree, modelki, i Paula Williama Walkera III, emerytowanego krawca i fotografa. Jego ojciec był też wykonawcą kanałów i byłym bokserem-amatorem, dwukrotnym mistrzem Golden Gloves. Jego rodzina miała pochodzenie angielskie, niemieckie, szkockie, irlandzkie i szwajcarskie. Dziadek Walkera ze strony ojca, William, miał krótkotrwałą karierę bokserską jako „irlandzki” Billy Walker, podczas gdy inny ścigał się samochodami fabrycznymi dla Forda w latach 60.
Wychowywał się w mormońskiej rodzinie członków Kościoła Jezusa Chrystusa Świętych w Dniach Ostatnich. Dorastał w Południowej Kalifornii. Miał dwóch młodszych braci – Caleba i Cody’ego, a także młodszą siostrę Ashlie. Po ukończeniu szkoły średniej Village Christian High School w dzielnicy Los Angeles Sun Valley w 1991, studiował biologię morską na jednej z kalifornijskich uczelni Community College (był fanem biologa morskiego Jacques’a-Yves’a Cousteau).

### Kariera
Już we wczesnych latach dzieciństwa brał udział w reklamach. Mając dwanaście lat, trafił na srebrny ekran w serialu NBC Autostrada do nieba (Highway to Heaven, 1985-1986). W wieku czternastu lat wystąpił w kinowym horrorze Potwór w szafie (Monster in the Closet, 1987) i sensacyjnym filmie fantastycznonaukowym Rozkaz – zabijać (Programmed to Kill, 1987). Powrócił jednak na mały ekran w dwóch serialach CBS: Żar młodości (The Young and the Restless, 1993) i Dotyk anioła (Touched by an Angel, 1996).
W kinowej komedii wytwórni Walta Disneya Postrzelone bliźniaki (Meet the Deedles, 1998) wystąpił w roli pływaka na desce surfingowej. W Miasteczku Pleasantville (Pleasantville, 1998) był czarującym koszykarzem ze szkolnej drużyny. W dramacie sportowym Luz Blues (Varsity Blues, 1999) pojawił się jako jeden z czołowych zawodników teksańskiej drużyny futbolu amerykańskiego. Rolą szkolnego przystojniaka w młodzieżowym przeboju Cała ona (She’s All That, 1999) ujawnił swój talent komediowy. W 2001 został wybrany przez magazyn „People” jako jeden z 50. najpiękniejszych osób na świecie. Kamieniem milowym w jego karierze okazała się rola agenta FBI w sześciu filmach o gangach organizujących uliczne wyścigi samochodowe – Szybcy i wściekli (The Fast and the Furious, 2001) oraz sequelach Za szybcy, za wściekli (2 Fast 2 Furious, 2003), Szybko i wściekle (Fast & Furious, 2009), Szybcy i wściekli 5 (Fast Five, 2011), Szybcy i wściekli 6 (Furious Six, 2013) i Szybcy i wściekli 7 (Furious Seven). Za rolę w pierwszym z tych projektów wraz ze swoim filmowym partnerem Vinem Dieselem odebrał nagrodę MTV w kategorii najlepszego duetu 2002.
W dreszczowcu akcji Potęga strachu (Running Scared, 2006) wcielił się w postać szeregowego gangstera, którego zadaniem jest pozbywanie się broni użytej w porachunkach gangsterskich, natomiast w kryminale Podwójna tożsamość (The Death & Life of Bobby Z, 2007) jako były żołnierz piechoty morskiej udawał zmarłego bossa narkotykowej mafii.
W 2010 po akcji pomocy w zniszczonym trzęsieniu ziemi w Haiti założył organizację Reach Out WorldWide, która od tamtej pory wysyła ekipy ratunkowe i niesie pomoc w różnych zakątkach świata.
Wystąpił w teledysku do piosenki rapera Ludacrisa „Act a Fool” (2003). Dzień przed śmiercią wystąpił w teledysku do piosenki „All I Feel is You” (2013) Natalii Safran do filmu Hours.
Paul otrzymał pośmiertnie w 2015 roku The Noble Award za działalność Reach Out Worldwide w kategorii „Disaster Relief” którą odebrał jego brat Cody.
Był na okładkach „Cosmopolitan”, „Entertainment Weekly”, „Vanity Fair”, „Popcorn”, „Men’s Health”, „GQ”, „The Hollywood Reporter” i „People”.

### Śmierć

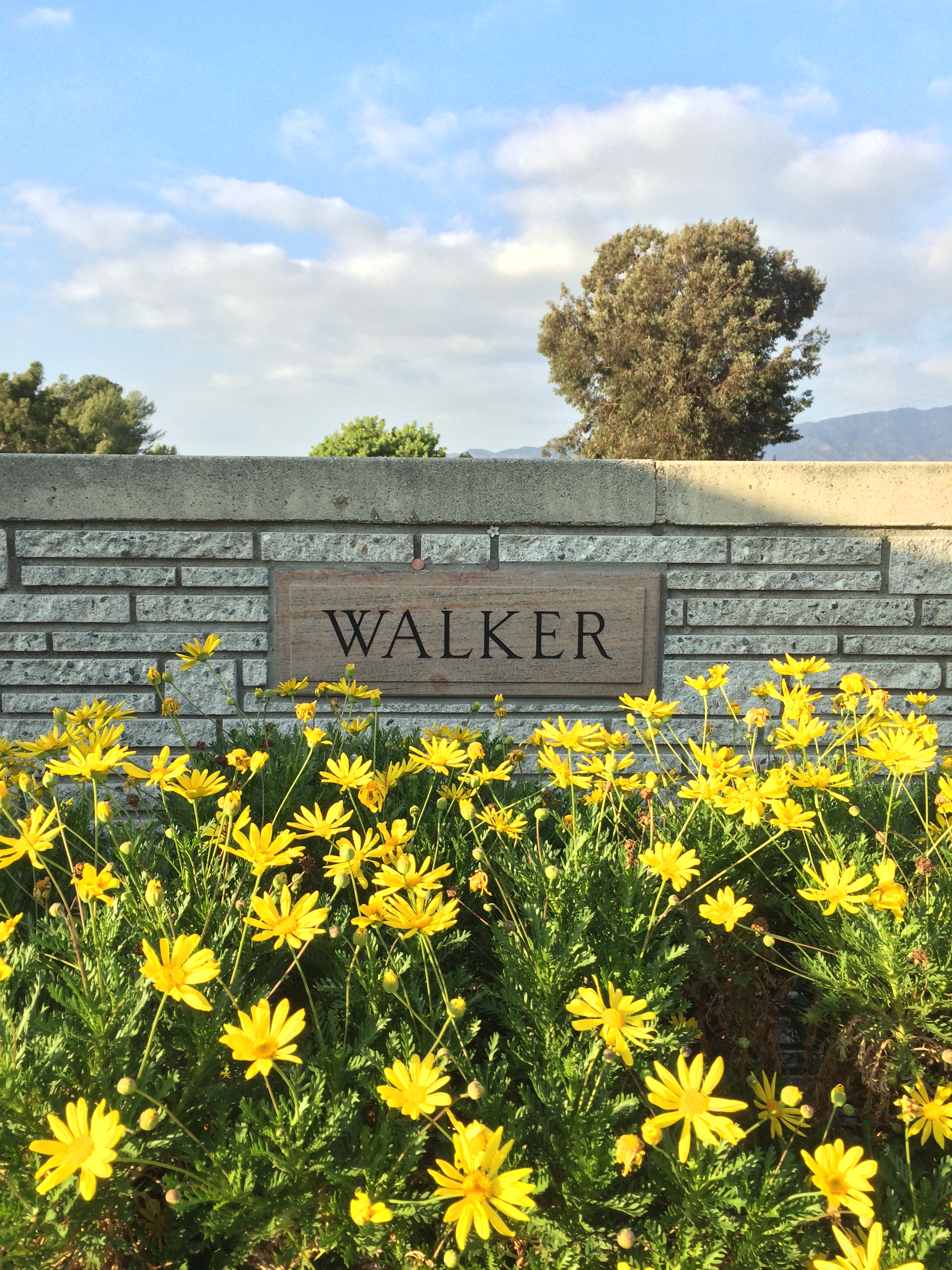
Grób Paula Walkera

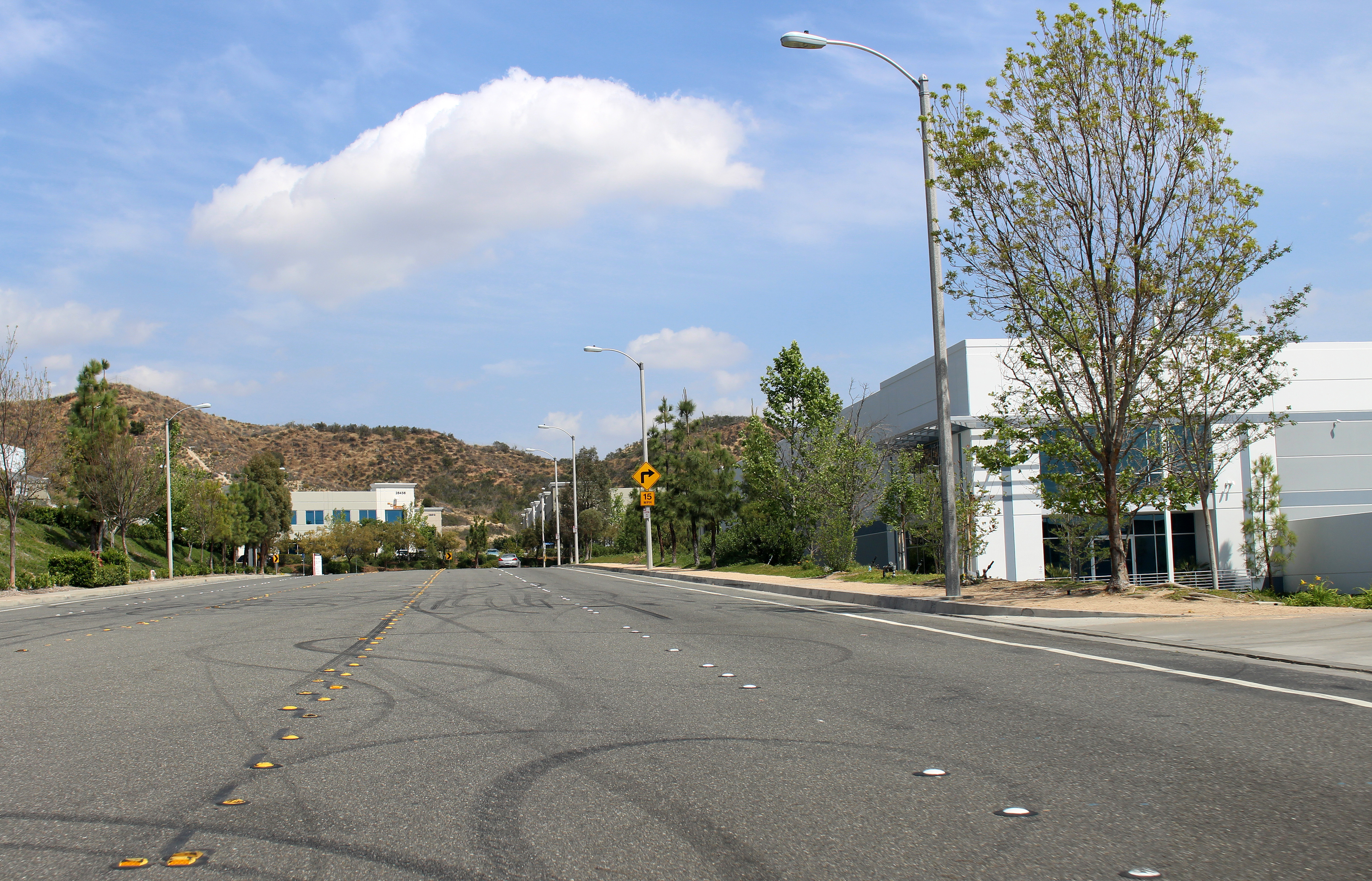
Miejsce śmierci

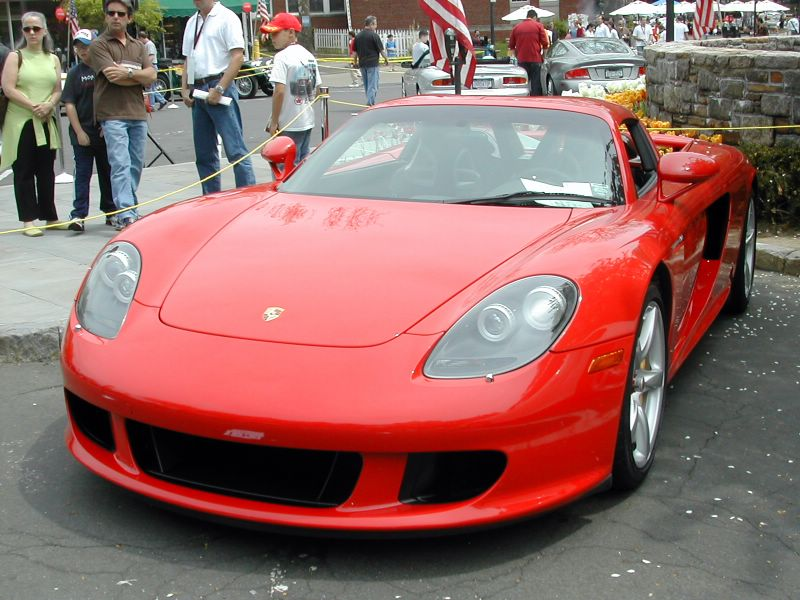
Porsche Carrera GT 2005

30 listopada 2013 Walker brał udział w aukcji charytatywnej założonej przez niego organizacji Reach Out Worldwide, prowadzącej zbiórkę pieniędzy na rzecz ofiar tajfunu Haiyan. Około godziny 15.30 (00.30 czasu polskiego) wraz z Rogerem Rodasem, będącym jego doradcą finansowym i współzałożycielem organizacji, wybrał się na przejażdżkę Porsche Carrerą GT,  stanowiącym główną atrakcję aukcji. Kierujący samochodem Rodas, wskutek nadmiernej prędkości, stracił panowanie nad maszyną, która uderzyła w latarnię i w drzewo, a następnie stanęła w płomieniach. Obaj zginęli. Po przeprowadzonej sekcji zwłok aktora okazało się, że Paul Walker zmarł na skutek urazów i poparzeń odniesionych w wypadku – poinformował koroner z Los Angeles. Przyczyną śmierci był wynik połączonych efektów traumatycznych i termicznych obrażeń ciała.
Wiele gwiazd, w tym m.in. Vin Diesel i inni partnerzy Walkera z planu Szybkich i wściekłych, za pośrednictwem portali społecznościowych wyrażali smutek i składali kondolencje rodzinie aktora. Ponadto sześć dni po śmierci aktora, w serwisie YouTube, na kanale twórców serii owych filmów pojawił się oficjalny film oddający hołd Walkerowi.
Walker zginął w czasie, kiedy nie zakończono jeszcze zdjęć do Szybkich i wściekłych 7, w tym scen z udziałem jego postaci. Reżyser projektu wyjawił podczas konferencji prasowej, że film zostanie ukończony, jednak ze względu na żałobę jego produkcja została tymczasowo wstrzymana. W niezrealizowanych scenach z postacią Walkera zastąpiony został on przez swoich młodszych braci. Dzięki wykorzystaniu technik komputerowych i zarejestrowanych wypowiedzi Walkera postać Briana O’Connera wyglądała i brzmiała jak Walker.

## Życie prywatne
Walker mieszkał w Santa Barbara w Kalifornii. W latach 1998–1999 był związany z Rebeccą Soteros McBrain, z którą miał córkę Meadow Rain (ur. 4 listopada 1998). Meadow Rain Walker wychowywała się u boku matki na Hawajach. Od 13. roku życia mieszkała w domu i pod opieką swojego ojca.

## Filmografia

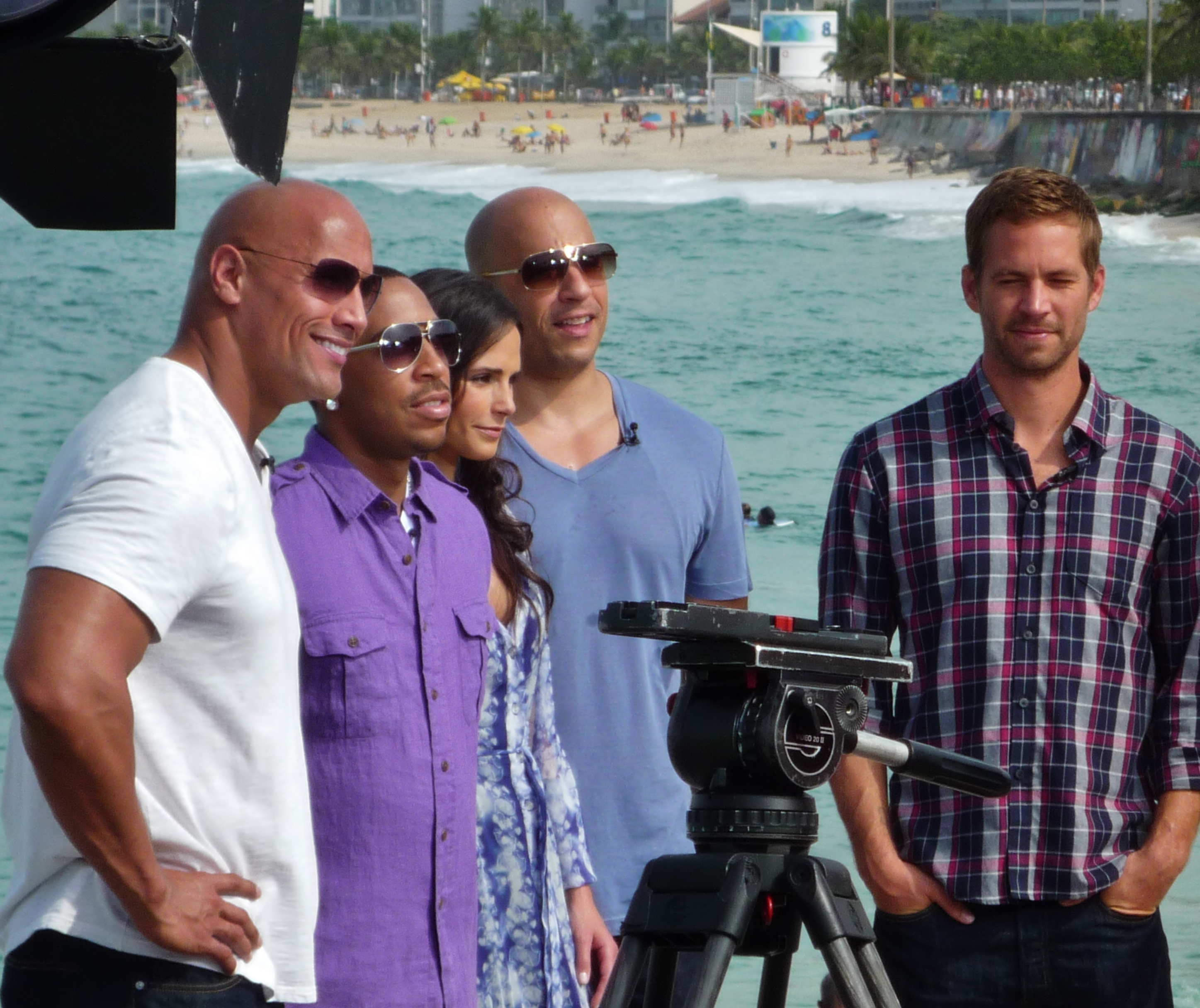
Paul Walker (pierwszy z prawej) na planie filmu Szybcy i wściekli 5 (2011)

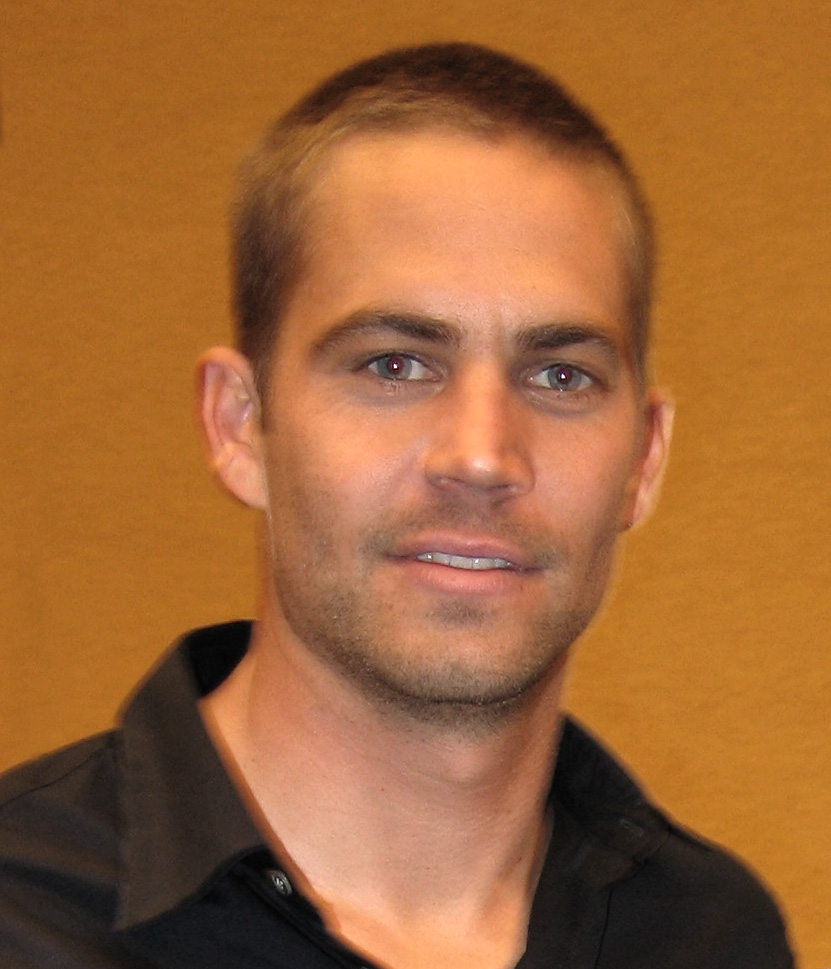
Paul Walker (2006)

- 1985–1986: Autostrada do nieba (Highway to Heaven, serial TV) jako Todd Bryant (gościnnie)
- 1986–1987: Throb (serial TV) jako Jeremy Beatty
- 1987: Potwór w szafie (Monster in the Closet) jako „Profesor” Bennett
- 1987: Rozkaz: zabijać (Programmed to Kill) jako Jason
- 1988: Ja opowiadam! (I'm Telling!, serial TV) jako konkurent
- 1990: Karol w oskarżeniu (Charles in Charge, serial TV) jako Russell Davis
- 1991: Kto jest szefem? (Who’s the Boss?, serial TV) jako Michael Haynes
- 1993: Żar młodości (The Young and the Restless, serial TV) jako Brandon Collins
- 1994: Młody T-Rex (Tammy and the T-Rex) jako Michael
- 1996: Dotyk anioła (Touched by an Angel, serial TV) jako Jonathan
- 1998: Miasteczko Pleasantville (Pleasantville) jako Skip Martin
- 1998: Postrzelone bliźniaki (Meet the Deedles) jako Phil Deedle
- 1999: Cała Ona (She's All That) jako Dean Sampson
- 1999: W matni (Brokedown Palace) jako Jason
- 1999: Luz Blues (Varsity Blues) jako Lance Harbor
- 2000: Sekta (The Skulls) jako Caleb Mandrake
- 2001: Prześladowca (Joy Ride) jako Lewis Thomas
- 2001: Szybcy i wściekli (The Fast and the Furious) jako detektyw Brian O’Conner
- 2001: Life Makes Sense If You're Famous jako Mikey
- 2003: Linia czasu (Timeline) jako Chris Johnston
- 2003: Za szybcy, za wściekli (2 Fast 2 Furious) jako były detektyw Brian O’Conner
- 2004: Czekając na cud (Noel) jako Mike Riley
- 2005: Błękitna głębia (Into the Blue) jako Jared
- 2006: Sztandar chwały (Flags of Our Fathers) jako sierżant Hank Hansen
- 2006: Przygoda na Antarktydzie (Eight Below) jako przewodnik Jerry Shephard
- 2006: Potęga strachu (Running Scared) jako Joey Gazelle
- 2007: Podwójna tożsamość (The Death & Life of Bobby Z) jako Tim Kearney/Bobby Z
- 2008: Nowe życie (The Lazarus Project) jako Ben Garvey
- 2009: Szybko i wściekle (Fast & Furious) jako detektyw Brian O’Conner
- 2010: Chętni na kasę (Takers) jako John Rahway
- 2011: Szybcy i wściekli 5 (Fast Five) jako Brian O’Conner
- 2013: Szybcy i wściekli 6 (Furious Six) jako Brian O’Conner
- 2013: Godziny (Hours) jako Nolan Hayes
- 2013: Kroniki Lombardu jako Raw Dog
- 2013: Trefny wóz jako Michael Woods
- 2014: Brick Mansions. Najlepszy z najlepszych jako Damien Collier
- 2015: Szybcy i wściekli 7 jako Brian O’Conner

### Producent
- 2006: Szampańskie życie (Bottoms Up)
- 2007: Podwójna tożsamość (The Death & Life of Bobby Z)
- 2009: Shelter (producent wykonawczy)

## Nagrody
| Rok  | Nagroda                      | Kategoria                                | Film                          |
| ---- | ---------------------------- | ---------------------------------------- | ----------------------------- |
| 2001 | Hollywoodzka Nagroda Filmowa | Najlepsza rola przełomowa                | Szybcy i wściekli (2001)      |
| 2002 | MTV Movie Award              | Najlepszy duet ekranowy z Vinem Dieselem | Szybcy i wściekli (2001)      |
| 2003 | Teen Choice Awards           | Ulubiona chemia filmowa                  | Za szybcy, za wściekli (2003) |
| 2014 | MTV Movie Award              | Najlepszy duet ekranowy z Vinem Dieselem | Szybcy i wściekli 6 (2013)    |
| 2015 | Teen Choice Award            | Najlepszego aktora filmowy – kina akcji  | Szybcy i wściekli 7 (2015)    |